# Český liturgický kalendář
Český liturgický kalendář je liturgický kalendář římskokatolické církve pro českou a moravskou církevní provincii.
Kalendář popisuje dvě navzájem se prolínající časové struktury: 
Temporál (Rok Páně) uvádí svátky a sváteční období podle biblických události Nového Zákona resp. Ježíšova života. Pro temporál je charakteristická pohyblivost většiny svátků, neboť určujícím bodem je proměnlivé datum Velikonoc.
Sanktorál (Rok se svatými) uvádí jména světců uctívaných v Římskokatolické církvi ve spojení s pevně stanovenými dny v roce.

## Sanktorál
Svátky svatých v sanktorálu mají svou liturgickou hodnotu podle uvedené stupnice:
- slavnost (solemnitas)
- svátek (festum)
- památka (memoria obligatoria)
- nezávazná památka (memoria ad libitum)

Jména světců jsou přiřazena k příslušnému dni v měsíci spolu s uvedenou liturgickou hodnotou. Není-li hodnota uvedená, jedná se o nezávaznou památku.
V seznamu jsou však zařazeny i nepohyblivé svátky temporálu např. Zjevení Páně nebo Narození Páně.
Je-li vynecháno datum, znamená to, že v příslušný den není v liturgii připomínáno jméno žádného světce.

### Leden
| 1.  | Oktáv Narození Páně – Matky Boží, Panny Marie                      | Slavnost |
| 2.  | Sv. Basila Velikého a Řehoře Naziánského, biskupů a učitelů církve | Památka  |
| 3.  | Nejsvětějšího Jména Ježíš                                          |          |
| 6.  | Zjevení Páně                                                       | Slavnost |
| 7.  | sv. Rajmunda z Peñafortu, kněze                                    |          |
| 13. | sv. Hilaria, biskupa a učitele církve                              |          |
| 17. | Sv. Antonína, opata                                                | Památka  |
| 18. | Panny Marie, Matky jednoty křesťanů                                | Památka  |
| 20. | Sv. Fabiána, papeže a mučedníka                                    |          |
|     | Sv. Šebestiána, mučedníka                                          |          |
| 21. | Sv. Anežky Římské, panny a mučednice                               | Památka  |
| 22. | Sv. Vincence, jáhna a mučedníka                                    |          |
| 24. | Sv. Františka Saleského, biskupa a učitele církve                  | Památka  |
| 25. | Obrácení svatého Pavla, apoštola                                   | Svátek   |
| 26. | Sv. Timoteje a Tita, biskupů                                       | Památka  |
| 27. | Sv. Anděly Mericiové, panny                                        |          |
| 28. | Sv. Tomáše Akvinského, kněze a učitele církve                      | Památka  |
| 31. | Sv. Jana Boska, kněze                                              | Památka  |
|     | Neděle po 6. lednu: Křtu Páně                                      | Svátek   |

### Únor
| 2.  | Uvedení Páně do chrámu                        | Svátek  |
| 3.  | Sv. Blažeje, biskupa a mučedníka              |         |
|     | Sv. Ansgara, biskupa                          |         |
| 5.  | Sv. Agáty, panny a mučednice                  | Památka |
| 6.  | Sv. Pavla Mikiho a druhů, mučedníků           | Památka |
| 8.  | Sv. Jeronýma Emilianiho                       |         |
|     | Sv. Josefíny Bakhity, panny                   |         |
| 10. | Sv. Scholastiky, panny                        | Památka |
| 11. | Panny Marie Lurdské                           |         |
| 17. | Sv. Alexia a druhů, řeholníků                 |         |
| 21. | Sv. Petra Damianiho, biskupa a učitele církve |         |
| 22. | Stolce svatého Petra, apoštola                | Svátek  |
| 23. | Sv. Polykarpa, biskupa a mučedníka            | Památka |

### Březen
| 4.  | Sv. Kazimíra                                        |          |
| 7.  | Sv. Perpetuy a Felicity, mučednic                   | Památka  |
| 8.  | Sv. Jana z Boha, řeholníka                          |          |
| 9.  | Sv. Františky Římské, řeholnice                     |          |
| 10. | Sv. Jana Ogilvie, kněze a mučedníka                 |          |
| 17. | Sv. Patrika, biskupa                                |          |
| 18. | Sv. Cyrila Jeruzalémského, biskupa a učitele církve |          |
| 19. | Sv. Josefa, Snoubence Panny Marie                   | Slavnost |
| 23. | Sv. Turibia z Mongroveja, biskupa                   |          |
| 25. | Zvěstování Páně                                     | Slavnost |

### Duben
| 2.  | Sv. Františka z Pauly, poustevníka                                      |         |
| 4.  | Sv. Izidora, biskupa a učitele církve                                   |         |
| 5.  | Sv. Vincence Ferrerského, kněze                                         |         |
| 7.  | Sv. Jana Křtitele de la Salle, kněze                                    | Památka |
| 11. | Sv. Stanislava, biskupa a mučedníka                                     | Památka |
| 13. | Sv. Martina I., papeže a mučedníka                                      |         |
| 21. | Sv. Anselma, biskupa a učitele církve                                   |         |
| 23. | Sv. Vojtěcha, biskupa a mučedníka, hlavního patrona pražské arcidiecéze | Svátek  |
| 24. | Sv. Jiří, mučedníka                                                     |         |
|     | Sv. Fidela ze Sigmaringy, kněze a mučedníka                             |         |
| 25. | Sv. Marka, evangelisty                                                  | Svátek  |
| 28. | Sv. Petra Chanela, kněze a mučedníka                                    |         |
|     | Sv. Ludvíka Marie Grigniona z Montfortu, kněze                          |         |
| 29. | Sv. Kateřiny Sienské, panny a učitelky církve, patronky Evropy          | Svátek  |
| 30. | Sv. Zikmunda, mučedníka                                                 |         |
|     | Sv. Pia V., papeže                                                      |         |

### Květen
| 1.  | Sv. Josefa, dělníka                                                            |                    |
| 2.  | Sv. Atanáše, biskupa a učitele církve                                          | Památka            |
| 3.  | Sv. Filipa a Jakuba, apoštolů                                                  | Svátek             |
| 6.  | Sv. Jana Sarkandra, kněze a mučedníka                                          | Na Moravě: Památka |
| 8.  | Panny Marie, Prostřednice všech milostí                                        |                    |
| 12. | Sv. Nerea a Achillea, mučedníků                                                |                    |
|     | Sv. Pankráce, mučedníka                                                        |                    |
| 13. | Panny Marie Fatimské                                                           |                    |
| 14. | Sv. Matěje, apoštola                                                           | Svátek             |
| 16. | Sv. Jana Nepomuckého, kněze a mučedníka, hlavního patrona Čech                 | Svátek             |
| 18. | Sv. Jana I., papeže a mučedníka                                                |                    |
| 20. | Sv. Klementa Marie Hofbauera, kněze                                            | Na Moravě: Památka |
|     | Sv. Bernardina Sienského, kněze                                                |                    |
| 21. | Sv. Kryštofa Magallanese, kněze a druhů, mučedníků                             |                    |
| 22. | Sv. Rity z Cascie, řeholnice                                                   |                    |
| 25. | Sv. Bedy Ctihodného, kněze a učitele církve                                    |                    |
|     | Sv. Řehoře VII., papeže                                                        |                    |
|     | Sv. Marie Magdalény de 'Pazzi, panny                                           |                    |
| 26. | Sv. Filipa Neriho, kněze                                                       | Památka            |
| 27. | Sv. Augustina z Canterbury, biskupa                                            |                    |
| 30. | Sv. Zdislavy                                                                   | V Čechách: Památka |
|     | V litoměřické diecézi: Sv. Zdislavy, hlavní patronky diecéze                   | Svátek             |
| 31. | Navštívení Panny Marie                                                         | Svátek             |
|     | Čtvrtek po Seslání Ducha Svatého: Ježíše Krista, nejvyššího a věčného kněze    | Svátek             |
|     | Neděle po Seslání Ducha Svatého: Nejsvětější Trojice                           | Slavnost           |
|     | Čtvrtek po Nejsvětější Trojici: Těla a Krve Páně                               | Slavnost           |
|     | Pátek po 2. neděli po Seslání Ducha Svatého: Nejsvětějšího Srdce Ježíšova      | Slavnost           |
|     | Sobota po 2. neděli po Seslání Ducha Svatého: Neposkvrněného Srdce Panny Marie | Památka            |

### Červen
| 1.  | Sv. Justina, mučedníka                                                                                          | Památka  |
| 2.  | Sv. Marcelina a Petra, mučedníků                                                                                |          |
| 3.  | Sv. Karla Lwangy a druhů, mučedníků                                                                             | Památka  |
| 5.  | Sv. Bonifáce, biskupa a mučedníka                                                                               | Památka  |
| 6.  | Sv. Norberta, biskupa                                                                                           |          |
|     | V olomoucké arcidiecézi: Sv. Pavlíny, panny a mučednice, spolupatronky metropolitního chrámu a celé arcidiecéze |          |
| 9.  | Sv. Efréma Syrského, jáhna a učitele církve                                                                     |          |
| 11. | Sv. Barnabáše, apoštola                                                                                         | Památka  |
| 13. | Sv. Antonína z Padovy, kněze a učitele církve                                                                   | Památka  |
| 15. | Sv. Víta, mučedníka                                                                                             |          |
| 19. | Sv. Jana Nepomuckého Neumanna, biskupa Sv. Romualda, opata                                                      | Památka  |
| 21. | Sv. Aloise Gonzagy, řeholníka                                                                                   | Památka  |
| 22. | Sv. Paulína Nolánského, biskupa                                                                                 |          |
|     | Sv. Jana Fishera, biskupa a Tomáše Mora, mučedníků                                                              |          |
| 24. | Narození svatého Jana Křtitele                                                                                  | Slavnost |
| 27. | Sv. Cyrila Alexandrijského, biskupa a učitele církve                                                            |          |
| 28. | Sv. Ireneje, biskupa a mučedníka                                                                                | Památka  |
| 29. | Sv. Petra a Pavla, apoštolů                                                                                     | Slavnost |
| 30. | Svatých prvomučedníků římských                                                                                  |          |
|     | V olomoucké arcidiecézi: Výročí posvěcení olomoucké katedrály                                                   | Svátek   |

### Červenec
| 3.  | Sv. Tomáše, apoštola                                                             | Svátek             |  |
| 4.  | Sv. Prokopa, opata                                                               | V Čechách: Památka |  |
|     | Sv. Alžběty Portugalské                                                          |                    |  |
| 5.  | Sv. Cyrila, mnicha, a Metoděje, biskupa, patronů Evropy, hlavních patronů Moravy | Slavnost           |  |
| 6.  | Sv. Marie Gorettiové, panny a mučednice                                          |                    |  |
| 9.  | Sv. Augustina Čao Žung, kněze, a druhů, mučedníků.                               |                    |  |
| 11. | Sv. Benedikta, opata, patrona Evropy                                             | Svátek             |  |
| 13. | Sv. Jindřicha                                                                    |                    |  |
| 14. | Bl. Hroznaty, mučedníka                                                          |                    |  |
|     | Sv. Kamila de Lellis, kněze                                                      |                    |  |
|     | V plzeňské diecézi: Bl. Hroznaty, mučedníka, hlavního patrona diecéze            | Svátek             |  |
| 15. | Sv. Bonaventury, biskupa a učitele církve                                        | Památka            |  |
| 16. | Panny Marie Karmelské                                                            |                    |  |
| 17. | Bl. Česlava a sv. Hyacinta, kněží                                                |                    |  |
| 20. | Sv. Apolináře, biskupa a mučedníka                                               |                    |  |
| 21. | Sv. Vavřince z Brindisi, kněze a učitele církve                                  |                    |  |
| 22. | Sv. Marie Magdalény                                                              | Svátek             |  |
| 23. | Sv. Brigity, řeholnice, patronky Evropy                                          | Svátek             |  |
| 24. | Sv. Šarbela Makhlūfa, kněze                                                      |                    |  |
| 25. | Sv. Jakuba, apoštola                                                             | Svátek             |  |
| 26. | Sv. Jáchyma a Anny, rodičů Panny Marie                                           | Památka            |  |
| 27. | Sv. Gorazda a druhů                                                              | Na Moravě: Památka |  |
| 29. | Sv. Marty                                                                        | Památka            |  |
| 30. | Sv. Petra Chryzologa, biskupa a učitele církve                                   |                    |  |
| 31. | Sv. Ignáce z Loyoly, kněze                                                       | Památka            |  |

### Srpen
| 1.  | Sv. Alfonsa Marie z Liguori, biskupa a učitele církve                                                                                               | Památka  |
| 2.  | sv. Eusebia z Vercelli, biskupa |          |
|     | Sv. Petra Juliána Eymarda, kněze |          |
| 4.  | Sv. Jana Marie Vianneye, kněze | Památka  |
| 5.  | Posvěcení římské baziliky Panny Marie |          |
| 6.  | Proměnění Páně | Svátek   |
| 7.  | Sv. Sixta II., papeže, a druhů, mučedníků Sv. Kajetána, kněze                                                                                       |          |
| 8.  | Sv. Dominika, kněze | Památka  |
| 9.  | Sv. Terezie Benedikty od Kříže, panny a mučednice, patronky Evropy                                                                                  | Svátek   |
| 10. | Sv. Vavřince, jáhna a mučedníka | Svátek   |
| 11. | Sv. Kláry, panny | Památka  |
| 12. | Sv. Jany Františky de Chantal, řeholnice |          |
| 13. | Sv. Ponciána, papeže, a Hippolyta, kněze, mučedníků                                                                                                 |          |
| 14. | Sv. Maxmiliána Marie Kolbeho, kněze a mučedníka | Památka  |
| 15. | Nanebevzetí Panny Marie | Slavnost |
| 16. | Sv. Štěpána Uherského |          |
| 19. | Sv. Jana Eudese, kněze |          |
| 20. | Sv. Bernarda, opata a učitele církve | Památka  |
| 21. | Sv. Pia X., papeže | Památka  |
| 22. | Panny Marie Královny | Památka  |
| 23. | Sv. Růženy z Limy, panny |          |
| 24. | Sv. Bartoloměje, apoštola | Svátek   |
| 25. | Sv. Benedikta, Jana, Matouše, Izáka a Kristina, mučedníků Sv. Ludvíka Sv. Josefa Kalasanského, kněze Bl. Dominika Metoděje Trčky, kněze a mučedníka |          |
| 27. | Sv. Moniky | Památka  |
| 28. | Sv. Augustina, biskupa a učitele církve | Památka  |
| 29. | Umučení sv. Jana Křtitele | Památka  |

### Září
| 3.  | Sv. Řehoře Velikého, papeže a učitele církve                             | Památka            |
| 5.  | Sv. Terezie z Kalkaty                                                    |                    |
| 7.  | Sv. Melichara Grodeckého, kněze a mučedníka                              |                    |
| 8.  | Narození Panny Marie                                                     | Svátek             |
| 9.  | Sv. Petra Klavera, kněze                                                 |                    |
| 10. | Bl. Karla Spinoly, kněze a mučedníka                                     |                    |
| 12. | Jména Panny Marie                                                        |                    |
| 13. | Sv. Jana Zlatoústého, biskupa a učitele církve                           | Památka            |
| 14. | Povýšení svatého Kříže                                                   | Svátek             |
| 15. | Panny Marie Bolestné                                                     | Památka            |
| 16. | Sv. Ludmily, mučednice                                                   | V Čechách: Památka |
| 17. | Sv. Kornélia, papeže, a Cypriána, biskupa, mučedníků                     |                    |
|     | Sv. Roberta Bellarmina, biskupa a učitele církve                         |                    |
| 19. | Sv. Januária, biskupa a mučedníka                                        |                    |
| 20. | Sv. Ondřeje Kim Tae-gỏna, kněze, Pavla Chõng Ha-sanga a druhů, mučedníků | Památka            |
| 21. | Sv. Matouše, apoštola a evangelisty                                      | Svátek             |
| 23. | Sv. Pia z Pietrelciny, kněze                                             |                    |
| 26. | Sv. Kosmy a Damiána, mučedníků                                           |                    |
| 27. | Sv. Vincence de Paul, kněze                                              | Památka            |
| 28. | Sv. Václava, mučedníka, hlavního patrona českého národa                  | Slavnost           |
| 29. | Sv. Michaela, Gabriela a Rafaela, archandělů                             | Svátek             |
| 30. | Sv. Jeronýma, kněze a učitele církve                                     | Památka            |

### Říjen
| 1.  | Sv. Terezie od Dítěte Ježíše, panny a učitelky církve                        | Památka |
| 2.  | Svatých andělů strážných                                                     | Památka |
| 4.  | Sv. Františka z Assisi                                                       | Památka |
| 6.  | Sv. Bruna, kněze                                                             |         |
| 7.  | Panny Marie Růžencové                                                        | Památka |
| 9.  | Sv. Dionýsia, biskupa, a druhů, mučedníků Sv. Jana Leonardiho, kněze         |         |
| 11. | Sv. Jana XXIII., papeže                                                      |         |
| 12. | Sv. Radima, biskupa                                                          |         |
| 14. | Sv. Kalista I., papeže a mučedníka                                           |         |
| 15. | Sv. Terezie od Ježíše, panny a učitelky církve                               | Památka |
| 16. | Sv. Hedviky, řeholnice                                                       |         |
|     | Sv. Markéty Marie Alacoque, panny                                            |         |
|     | V ostravsko-opavské diecézi: Sv. Hedviky, řeholnice, hlavní patronky Slezska | Svátek  |
| 17. | Sv. Ignáce Antiochijského, biskupa a mučedníka                               | Památka |
| 18. | Sv. Lukáše, evangelisty                                                      | Svátek  |
| 19. | Sv. Jana de Brébeuf a Izáka Joguese, kněží, a druhů, mučedníků               |         |
|     | Sv. Pavla od Kříže, kněze                                                    |         |
| 21. | Bl. Karla Rakouského                                                         |         |
| 22. | Sv. Jana Pavla II., papeže                                                   |         |
| 23. | Sv. Jana Kapistránského, kněze                                               |         |
| 24. | Sv. Antonína Marie Klareta, biskupa                                          |         |
| 28. | Sv. Šimona a Judy, apoštolů                                                  | Svátek  |
| 29. | V brněnské diecézi: Bl. Marie Restituty Kafkové, panny a mučednice           |         |
| 31. | Sv. Wolfganga, biskupa                                                       |         |

### Listopad
| 1.  | Všech svatých                                                                            | Slavnost |
| 2.  | Vzpomínka na všechny věrné zemřelé                                                       |          |
| 3.  | Sv. Martina de Porres, řeholníka                                                         |          |
| 4.  | Sv. Karla Boromejského, biskupa                                                          | Památka  |
| 9.  | Posvěcení lateránské baziliky                                                            | Svátek   |
| 10. | Sv. Lva Velikého, papeže a učitele církve                                                | Památka  |
| 11. | Sv. Martina, biskupa                                                                     | Památka  |
| 12. | Sv. Josafata, biskupa a mučedníka                                                        | Památka  |
| 13. | Sv. Anežky České, panny                                                                  | Památka  |
| 15. | Sv. Alberta Velikého, biskupa a učitele církve                                           |          |
| 16. | Sv. Markéty Skotské                                                                      |          |
|     | sv. Gertrudy Veliké, panny                                                               |          |
| 17. | Sv. Alžběty Uherské, řeholnice                                                           | Památka  |
| 18. | Posvěcení římských bazilik svatých apoštolů Petra a Pavla                                |          |
| 21. | Zasvěcení Panny Marie v Jeruzalémě                                                       | Památka  |
| 22. | Sv. Cecílie, panny a mučednice                                                           | Památka  |
| 23. | Sv. Klementa I., papeže a mučedníka                                                      |          |
|     | Sv. Kolumbána, opata                                                                     |          |
|     | V královéhradecké diecézi: Sv. Klementa I., papeže a mučedníka, hlavního patrona diecéze | Slavnost |
| 24. | Sv. Ondřeje Dung-Laca, kněze, a druhů, mučedníků                                         | Památka  |
| 25. | Sv. Kateřiny Alexandrijské, panny a mučednice                                            |          |
| 30. | Sv. Ondřeje, apoštola                                                                    | Svátek   |
|     | Poslední (34.) neděle v liturgickém mezidobí: Ježíše Krista Krále                        | Slavnost |

### Prosinec
| 1.  | Sv. Edmunda Kampiána, kněze a mučedníka                                                                    |          |
| 3.  | Sv. Františka Xaverského, kněze                                                                            | Památka  |
| 4.  | Sv. Jana Damašského, kněze a učitele církve                                                                |          |
| 6.  | Sv. Mikuláše, biskupa                                                                                      |          |
|     | V českobudějovické diecézi: Sv. Mikuláše, biskupa, hlavního patrona diecéze                                | Slavnost |
| 7.  | Sv. Ambrože, biskupa a učitele církve                                                                      | Památka  |
| 8.  | Panny Marie, počaté bez poskvrny prvotního hříchu                                                          | Slavnost |
| 9.  | Sv. Jana Didaka Cuauhtlatoatzina                                                                           |          |
| 11. | Sv. Damasa I. papeže                                                                                       |          |
| 12. | Panny Marie Guadalupské                                                                                    |          |
| 13. | Sv. Lucie, panny a mučednice                                                                               | Památka  |
| 14. | Sv. Jana od Kříže, kněze a učitele církve                                                                  | Památka  |
| 21. | Sv. Petra Kanisia, kněze a učitele církve                                                                  |          |
| 23. | Sv. Jana Kentského, kněze                                                                                  |          |
| 25. | Narození Páně                                                                                              | Slavnost |
| 26. | Sv. Štěpána, prvomučedníka                                                                                 | Svátek   |
| 27. | Sv. Jana, apoštola a evangelisty                                                                           | Svátek   |
| 28. | Svatých Mláďátek, mučedníků                                                                                | Svátek   |
| 29. | Sv. Tomáše Becketa, biskupa a mučedníka                                                                    |          |
| 31. | Sv. Silvestra I. papeže                                                                                    |          |
|     | Neděle v oktávu Narození Páně není-li v oktávu neděle, pak 30. prosince: Sv. Rodiny Ježíše, Marie a Josefa | Svátek   |